# Odalys García
Odalys García (n. 23 de octubre de 1975) es una actriz, modelo, cantante y presentadora de televisión.
García, nacida en La Habana, Cuba, comenzó participando en pequeñas actuaciones de danza a los 8 años, a los nueve, fue admitida en la escuela de baile de Alicia Alonso.
A la edad de 13 años, arribó a Miami, donde comenzó su carrera de modelo. En 1991, fue parte del elenco de Noche de Gigantes de Univision, junto a Don Francisco.
Formó parte del elenco del programa De Película, un programa de películas que se transmitía los sábados por la tarde. Se hizo conocida en 1993, cuando fue seleccionada para participar en el programa Lente Loco, un show de cámaras escondidas.
Con el paso del tiempo, empezó a lanzar sus calendarios y se convirtió en la vocera de Columbia House Club Música Latina (un club de películas al estilo de Blockbuster. Actuó en la telenovela mexicana "Morelia" y fue dj en un programa de radio en la estación "WQBA" de Florida. Actualmente es vocera de Bally Total Fitness.